# 紋鰭裸頰鯛
紋鰭裸頰鯛，又稱紋鰭龍占，為輻鰭魚綱鱸形目鱸亞目龍占魚科的其中一種，分布於西太平洋區，包括印尼南部、巴布亞紐幾內亞、澳洲北部、所羅門群島等海域，棲息深度可達50公尺，本魚身體是棕褐色、棕色或黃色，有散布不規則斑點，頭部及頰部有淡藍色條紋及斑點，眼睛棕色或黃色，背鰭硬棘10枚，背鰭軟條9枚，臀鰭硬棘3枚，臀鰭軟條8枚，體長可達56公分，棲息在海草床、紅樹林沼澤，成群活動，屬肉食性，以甲殼類、魚類等為食，可作為食用魚。

## 擴展閱讀
維基物種上的相關：紋鰭裸頰鯛